# Нефть-Ёль
Нефть-Ёль — река в России, протекает в Республике Коми. Устье реки находится в 43 км по правому берегу реки Ухта. Длина реки составляет 10 км. По берегам реки имеются поверхностные выходы нефти, разработка которых планировалась в начале XX века.

## Данные водного реестра
По данным государственного водного реестра России относится к Двинско-Печорскому бассейновому округу, водохозяйственный участок реки — Печора от впадения реки Уса до водомерного поста Усть-Цильма, речной подбассейн реки — бассейны притоков Печоры ниже впадения Усы. Речной бассейн реки — Печора.
Код объекта в государственном водном реестре — 03050300112103000076639.